# Khỉ Hỏa tinh

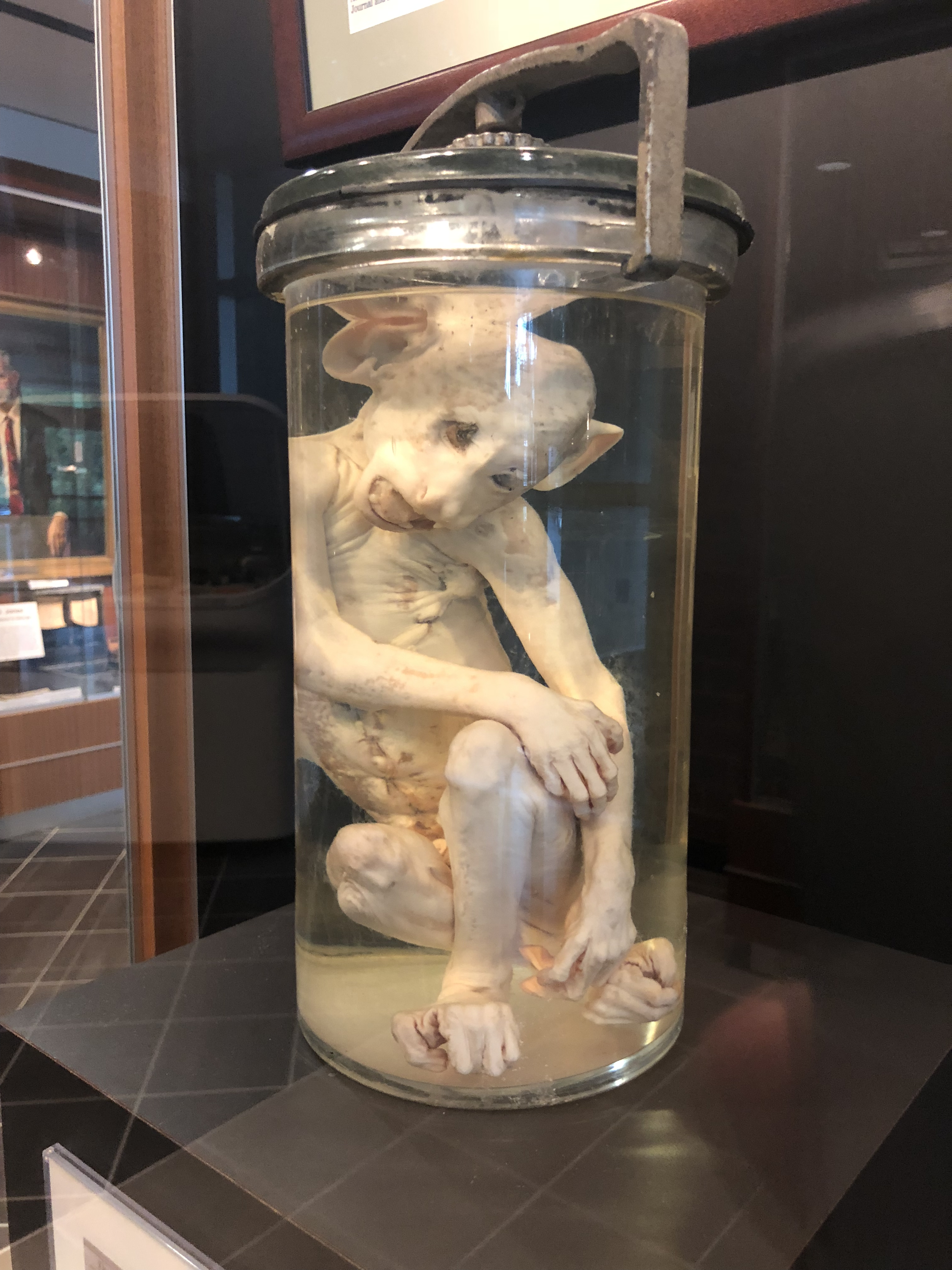
Chú khỉ được trưng bày tại trụ sở GBI

Khỉ Hỏa tinh là cái tên được đặt cho con khỉ mà Edward Watters, Tom Wilson và Arnold Payne đã sử dụng để tạo nên một vụ bịp bợm ở Atlanta, Georgia vào năm 1953.

## Trò bịp
Tại thành phố Atlanta năm 1953, thợ cắt tóc trẻ tuổi Edward Watters và Tom Wilson, cùng với anh hàng thịt Arnold Payne, đã lấy một con khỉ chết thuộc loài macaca mulatta và tháo đuôi của nó, dùng nhiều lượng chất tẩy lông và dùng màu thực phẩm màu xanh lá cây để làm cho xác chết của con khỉ có kiểu dáng bất thường. Sau đó họ sử dụng đèn khò để tạo ra một vòng tròn đang cháy trên vỉa hè. Sĩ quan cảnh sát Sherley Brown tình cờ đi ngang qua đây và được những kẻ chơi khăm cho biết họ đã chứng kiến nhiều sinh vật giống như vậy. Họ tuyên bố rằng họ đã tông trúng xác chết nọ bằng chiếc xe tải của mình và những sinh vật khác liền bỏ lại đĩa bay của họ, đó là những gì đã gây ra các dấu hiệu cháy sém này.
Trò đùa này diễn ra vào lúc cao điểm của cơn cuồng loạn UFO tại nước Mỹ. Kết quả là, Sở Cảnh sát Atlanta đã nhận được các cuộc điện thoại liên tục sau khi tin tức về câu chuyện này được lan truyền ra khắp nơi, với nhiều cư dân cứ khăng khăng là họ đã nhìn thấy chiếc đĩa bay mà những kẻ chơi khăm mô tả. Tình hình đã được đẩy lên thêm khi một bác sĩ thú y đồng ý rằng động vật này không phải bắt nguồn từ Trái Đất. Không quân Mỹ cũng được kêu gọi mở cuộc điều tra.

## Vạch trần
Tiến sĩ Herman Jones và giáo sư khoa giải phẫu trường Đại học Emory Tiến sĩ Marion Hines đã phát hiện ra trò bịp này hàng giờ ngay sau khi sự kiện phát sinh. Họ phát hiện ra rằng thi thể của sinh vật này giống hệt với con khỉ và Hines đã trích dẫn là "nếu nó đến từ sao Hỏa, hẳn là đã từng có khỉ trên sao Hỏa." Wilson, Payne và Watters cuối cùng đã thừa nhận đây là trò chơi khăm. Watters đã phải trả 40 USD tiền phạt "gây cản trở đường cao tốc."

## Ngày nay
Khỉ Hỏa tinh hiện đang được trưng bày trong một bảo tàng nhỏ thuộc Cục Điều tra Georgia, cùng với các vật phẩm đáng chú ý khác, chẳng hạn như một cái máy cất rượu moonshine lậu và những sợi vải giúp phá án vụ sát hại trẻ em ở Atlanta. Triển lãm được trưng bày cùng với các báo cáo xuất bản vào thời điểm đó.

## Truyền thông
Nate DiMeo đã kể lại câu chuyện này trong "Every Night Ever Lưu trữ ngày 13 tháng 9 năm 2017 tại Wayback Machine", tập 67 của podcast 'The Memory Palace'. Câu chuyện này còn xuất hiện ở phần 6, tập 8 của chương trình Mysteries at the Museum trên kênh Travel Channel.